# Jens Byggmark
Jens Pontus Byggmark, född 22 augusti 1985 i Almby församling i Örebro, är en svensk entreprenör, före detta alpin skidåkare och youtuber med serien Byggis & Mackan.
Efter en decennielång alpin skidåkningskarriär med flera vunna världsmästerskapstitlar avslutade Byggmark sin skidkarriär 2017.  Han har sedan dess ägnat sig åt entreprenörskap och driver sedan 2018 Youtube-kanalen Byggis & Mackan, tillsammans med Markus "Mackan" Thunholm. Duon har även gett ut musik tillsammans.
2024 medverkade han i tredje säsongen av TV-programmet Kompani Swan, som han vann.

## Bakgrund
Jens Byggmark är uppvuxen i Tärnaby, där han tävlade för Tärna IK Fjällvinden.
Byggmark är gift med influeraren Michaela Delér. Tillsammans har de två barn.

## Skidåkning
Byggmark tog sin första världscupseger när han vann slalomtävlingen i Kitzbühel 27 januari 2007. Den andra segern kom redan dagen därpå, också den i slalom. Han hade sedan tidigare tre segrar i Europacupen (2005/06), och en sjätte plats i storslalom i junior-VM 2005.
Byggmark tog ett VM-silver med Sveriges lag i lagtävlingen under VM i Åre 2007. 2011 tog han ett individuellt VM-silver i slalom under VM i Garmisch-Partenkirchen. 2013 tog han ytterligare ett VM-silver i lag, dock utan att åka något lopp.
Till Olympiska vinterspelen 2014 var Byggmark ett stort svensk medaljhopp men den 11 september 2013 konstaterades att han missar OS på grund av en korsbandsskada efter en krasch i schweiziska Saas-Fee.
Den 6 april 2017 meddelade Byggmark avslutningen på sin skidkarriär för att i stället utvecklas mer inom entreprenörskap och underhållning.

### Pallplatser i världscupen
| Datum            | Plats                | Disciplin | Position |
| ---------------- | -------------------- | --------- | -------- |
| 27 januari 2007  | Kitzbühel            | Slalom    | 1        |
| 28 januari 2007  | Kitzbühel            | Slalom    | 1        |
| 30 januari 2007  | Schladming           | Slalom    | 2        |
| 9 december 2007  | Bad Kleinkirchheim   | Slalom    | 2        |
| 12 januari 2008  | Wengen               | Slalom    | 2        |
| 20 januari 2008  | Kitzbühel            | Slalom    | 2        |
| 11 november 2012 | Levi                 | Slalom    | 3        |
| 22 december 2014 | Madonna di Campiglio | Slalom    | 3        |

## Byggis & Mackan
Sedan 2018 är Jens Byggmark känd som "Byggis" på Youtube-kanalen Byggis & Mackan, i form av en duo tillsammans med Markus "Mackan" Thunholm.
I serien ägnar sig radarparet, som har gemensam bakgrund från bland annat Gumball 3000 och i intressen som jakt och idrott, åt att resa jorden runt och möta underhållare, entreprenörer och idrottsstjärnor. Tillsammans testar de sportaktiviteter, äter god mat och roar sig i interaktion med 9 270 följare (januari 2020). Duons debutavsnitt med 145 480 visningar skedde tillsammans med MMA-utövaren Alexander Gustafsson inför UFC 232-mästerskapen i Los Angeles, USA.
Våren 2019 debuterade Jens Byggmark som sångare med singeln Leva life tillsammans med Markus Thunholm. Låten, som producerades i samarbete med Anderz Wrethov och gavs ut på Universal Music Group, blev en sommarhit med en sommarturné och 1,2 miljoner spelningar på Spotify (januari 2020). I december 2019 släpptes en balladversion i samarbete med Linda Bengtzing.  Våren 2020 släppte duon singeln After Ski (Eversound).

## Diskografi
- Leva life (2019) tillsammans med Markus "Mackan" Thunholm
- Leva life (2019) tillsammans med Markus "Mackan" Thunholm och Linda Bengtzing
- After Ski (2020) tillsammans med Markus "Mackan" Thunholm (Eversound)